# Trox aequalis
Trox aequalis es una especie de escarabajo del género Trox, familia Trogidae. Fue descrita científicamente por Say en 1831.
Se distribuye por la ecozona del Neártico y la región del Neotrópico. Habita en los Estados Unidos (Nueva York, Luisiana, Wisconsin, Georgia, Dakota del Norte, Dakota del Sur, Colorado, Arizona, Texas, Carolina del Sur, Nebraska, Indiana), Canadá (Quebec, Saskatchewan, Manitoba, Ontario, Nuevo Brunswick, Nueva Escocia) y México.
Mide 5-6 milímetros de longitud. Habita en nidos de aves.